# علی مال‌الله
علی مال‌الله کرمی (زاده ۷ اسفند ۱۳۷۷) بازیکن فوتبال ایرانی‌الاصل اهل قطر است. او در حال حاضر به صورت قرضی از الدحیل در الریان بازی می‌کند.